# Apoteosis de san Jerónimo (Zurbarán)
Apoteosis de san Jerónimo, conocido también como La Perla, es una obra de Francisco de Zurbarán, perteneciente a una serie de tres pinturas de este pintor, para la capilla de san Jerónimo, del Real Monasterio de Santa María de Guadalupe. 

## Introducción
En 1638, Zurbarán pintó —para el Monasterio de Guadalupe— la Misa del padre Cabañuelas, demostrando su destreza pictórica a aquella institución.Al año siguiente se le encargaron otros siete lienzos, también para la sacristía del monasterio. Zurbarán realizó otras tres obras para la capilla de san Jerónimo —adyacente a dicha sacristía— que deben ser posteriores a las ocho anteriores.Se conserva un documento fechado en Guadalupe el año 1646 que, con toda probabilidad, se refiere al pago de la Flagelación de san Jerónimo, que —con el presente lienzo y las Tentaciones de san Jerónimo— forman el conjunto para la capilla de san Jerónimo.

## Tema de la obra
Los otros dos lienzos de Zurbarán en la capilla de san Jerónimo ilustran el tema de san Jerónimo penitente. La presente pintura relata la recompensa obtenida por san Jerónimo, tras haber superado las tentaciones intelectuales y carnales descritas en los otros dos cuadros.

## Descripción de la obra

#### Datos técnicos y registrales
- Guadalupe, Capilla de San Jerónimo;
- Pintura al óleo sobre lienzo;
- Dimensiones: 145 x 103 cm;
- Datación: 1640-1643 ca.;
- ¿Restaurado? (según Buces no en el ICRBC);[5]
- Catalogado por Odile Delenda con el número 164 y por Tiziana Frati con el 285.[6]

### Análisis de la obra
Aunque Zurbarán repite en este lienzo posturas y actitudes empleadas en obras anteriores, consigue una obra novedosa. La composición es equilibrada, con un riguroso esquema geométrico, donde el conjunto de las figuras se inscribe en un cuarto de círculo vertical, cuyo eje central corta el cuadro por la mitad. Las figuras están armoniosamente iluminadas con un delicado colorido, y la solidez de su construcción confiere al lienzo una cualidad realista y poética a la vez. San Jerónimo aparece arrodillado, con los brazos ampliamente abiertos. Lleva un suntuoso hábito de lino blanco-cremoso, cortado en vertical por un escapulario de color marrón muy oscuro. Su escasa cabellera canosa y la barba casi blanca, contribuyen a la expresión extática de su rostro.
El séquito de angelitos que rodean a Jerónimo procede de grabados de varias obras de Rubens. Sus carnaciones son nacaradas, con transiciones sabiamente dosificadas entre luces y sombras. El Cielo —en la parte superior de la obra— tiene una intensa luminosidad, con varios tonos dorados. El pintor representa aquí pequeños rostros de angelitos y —en la cumbre del eje central— la Santísima Trinidad dialogando con el santo. En la parte inferior de la obra está representado un bonito paisaje boscoso, muy claro y de gran amplitud, con las habituales tonalidades verde-azuladas de los paisajes de Zurbarán.

## Procedencia
1. Ha permanecido siempre in situ, en la capilla de san Jerónimo, del Real Monasterio de Santa María de Guadalupe,